# Ardices canescens
Ardices canescens са вид насекоми от семейство Arctiidae.

## Разпространение
Разпространени са в по-голямата част от Австралия.